# ناييميكا أنيانوو
ناييميكا أنيانوو (بالإنجليزية: Nnaemeka Anyanwu)‏ (21 أغسطس 1988 في نيجيريا - ) هو لاعب كرة قدم نيجيري في مركز الدفاع. لعب مع إينوغو رينجرز ونادي إنييمبا إنترناشونال.

## وصلات خارجية
- ناييميكا أنيانوو على موقع قاعدة بيانات كرة القدم.إي يو (الإنجليزية)